# Wiktor Iljitsch Prosorowski
Wiktor Iljitsch Prosorowski (russisch Виктор Ильич Прозоровский; * 1901 in Moskau; † 1986 ebenda) war ein sowjetischer Gerichtsmediziner, der Gutachten über deutsche Kriegsverbrechen im Zweiten Weltkrieg erstellte und als Zeuge beim Nürnberger Prozess gegen die Hauptkriegsverbrecher die deutschen Besatzer der Täterschaft beim Massaker von Katyn beschuldigte.

## Leben
Prosorowski studierte an der Lomonossow-Universität Medizin. 1930 trat er der kommunistischen Partei bei. Er spezialisierte sich auf Toxikologie, insbesondere auf Alkoholvergiftungen. Von 1937 bis 1939 leitete er die Abteilung für Gerichtsmedizin der Stadt Moskau. 1940 wurde er zum Leiter des Wissenschaftlichen Forschungsinstituts für Gerichtsmedizin (NISM) beim Volkskommissariat für Gesundheitswesen der UdSSR ernannt.
Im Zweiten Weltkrieg leitete Prosorowski im Auftrag der Außerordentlichen Staatlichen Kommission zur Untersuchung von Verbrechen der deutschen Besatzer Exhumierungen an Massengräbern in von der Roten Armee zurückeroberten Gebieten. Seine Arbeitsgruppe erstellte 1943 Gutachten für die Kriegsverbrecherprozesse gegen Angehörige der Wehrmacht in Charkow und Krasnodar.
Er gehörte der am 12. Januar 1944 per Erlass des Obersten Sowjets der UdSSR berufenen Expertenkommission an, die unter Leitung des Chefchirurgen der Roten Armee Nikolai Burdenko angebliche Beweise für die deutsche Täterschaft bei der Ermordung von rund 4400 polnischen Offizieren und Fähnrichen im Wald von Katyn präsentieren und somit die tatsächliche Täterschaft der sowjetischen Geheimpolizei NKWD verschleiern sollte. Prosorowski leitete eine insgesamt 75 Personen umfassende Gruppe aus medizinischem Personal.
Er führte einer Gruppe westlicher Korrespondenten Gewebeproben vor, die beweisen sollten, dass die Ermordung der Polen während der deutschen Besatzung stattgefunden habe. An seiner Präsentation nahmen u. a. Jerome Davis („Toronto Star“), Richard Lauterbach („Time“), William H. Lawrence („New York Times“), Homer Smith (Associated Negro Press), Edmund Stevens („The Christian Science Monitor“) und Alexander Werth (BBC und „London Sunday Times“) teil. Zu der Gruppe stießen auch Kathleen Harriman, die Tochter des US-Botschafters in Moskau W. Averell Harriman, und der Diplomat John Melby, der die Moskauer Vertretung des Office of War Information (OWI) leitete. Mit der Ausnahme von Lawrence und Smith stellten die Genannten in ihren Berichten über die Reise nach Katyn die Ausführungen Prosorowskis als überzeugend dar.
Im Frühjahr 1945 leitete Prosorowski die Untersuchung von Massengräbern auf dem Gelände des von der Roten Armee befreiten KZ Sachsenhausen. Am 2. Juli 1946 sagte er als Zeuge der sowjetischen Anklage beim Hauptkriegsverbrecherprozess in Nürnberg aus. Seine Ausführungen konzentrierten sich auf die in den Massengräbern gefundene deutsche Munition sowie Genickschüsse als „typisch deutsche Erschießungsmethode“. Das Foreign Office in London stufte ihn als „zweifellos überaus effizienten Zeugen“ (undoubtedly a most effective witness) ein, wie aus der vom Historiker Rohan D’Olier Butler verfassten Denkschrift über die Haltung der britischen Regierung zur Causa Katyn (Butler-Memorandum) hervorgeht.
1952 gehörte Prosorowski zu einer Arbeitsgruppe unter Federführung des Außenministeriums der UdSSR, die eine Propagandakampagne gegen die Madden-Kommission, den Sonderausschuss des US-Kongresses zur Untersuchung des Massakers von Katyn, ausarbeitete. In den folgenden Jahren veröffentlichte er Studien zur Untersuchung von Schusswunden und verfasste Aufsätze über die Gerichtsmedizin im Lichte des Marxismus-Leninismus.
Ein 1993 veröffentlichtes Gutachten über die Burdenko-Kommission, das im Auftrag der Hauptmilitärstaatsanwaltschaft der Russischen Föderation erstellt wurde, kam zum Ergebnis, dass die Kommission einschließlich der Arbeitsgruppe Prosorowskis Beweise gefälscht habe, um das Massaker von Katyn tatsachenwidrig den deutschen Besatzern anzulasten.